# El Copalar
El Copalar es una localidad del estado mexicano de Chiapas. Es parte del municipio de San Fernando.

## Demografía
| Gráfica de evolución demográfica |
|                                  |

| Censo | Población |
| ----- | --------- |
| 1960  | 205       |
| 1970  | 285       |
| 1980  | 743       |
| 1990  | 1 350     |
| 2000  | 1 644     |
| 2010  | 2 039     |
| 2020  | 2 402     |